# Shari Bossuyt
Shari Bossuyt (født 5. september 2000) er en belgisk professionel cykelrytter, som er på kontrakt hos Canyon//SRAM zondacrypto.
Hun deltog i kvindernes holdforfølgelsesløb ved EM i banecykling 2019 i Apeldoorn, Holland.